# Saint-Éloy-les-Mines
Saint-Éloy-les-Mines es una comuna francesa, situada en el departamento de Puy-de-Dôme, en la región de Auvernia.

## Demografía
| 6733 | 6316 | 5646 | 5293 | 4721 | 4134 |
| Para los censos de 1962 a 1999 la población legal corresponde a la población sin duplicidades (Fuente: INSEE [Consultar]) |      |      |      |      |      |